# Kerlesbach
Der Kerlesbach ist ein 3 km langer Bach der Ellwanger Berge im Gebiet der Gemeinde Jagstzell im baden-württembergischen Ostalbkreis, der nach östlichem Lauf in der Ortsmitte von Jagstzell von links in die obere Jagst mündet.

## Geographie

### Verlauf
Der Kerlesbach entsteht westlich von Jagstzell in einer flachen Waldmulde des Gewanns Ödholz und fließt fast bis zuletzt in östlicher Richtung. Er bleibt dabei seinen ersten Kilometer im Wald, zuletzt in einem etwa hundert Meter langen und schmalen sumpfwaldartigen Waldzipfel aus Weiden und Erlen, der an einem durchstochenen alten Seedamm endet. Nach kurzem Laufstück ohne Baum- oder Strauchbewuchs am Ufer läuft er nach einer Wirtschaftswegquerung in einem Gehölzstreifen aus Erlen recht naturnah pendelnd mit wechselnder Breite, Tiefe und Geschwindigkeit, auf dem Grund liegt sandiges Sediment. 
Danach sind einen kurzen Abschnitt lang Fichten ans Ufer gepflanzt, worauf der Bach das einzeln stehende Haus Nr. 26 an der ihn dort querenden, aus dem nördlichen Jagstzell kommenden Siedlungsstraße Unterer Weiler passiert. Unmittelbar nach der Straße mündet aus einem Teich der Fuchslochbach zu, nach seiner Größe ein ähnlich großer zweiter Oberlauf von Westnordwesten. Hier ist der Kerlesbach schon wieder in einen recht naturnahem Abschnitt eingetreten, der sich nun fast als einen Kilometer lang ostwärts bis an den Siedlungsrand Jagstzells erstreckt. Der Bach fließt dort sehr schlängelig und bis zu drei Meter breit in einer von Schwarzerlen dominierten Galerie. Viehweiden reichen lange bis nahe ans Ufer, später verbreitert sich das Begleitwäldchen zwischen dem auf der linken Randhöhe stehenden alten Siedlungsteil Weiler von Jagstzell und dem stark angewachsenen neuen Siedlungsgebiet des Wohnplatzes Knausberg auf der rechten.
Unter der von der Hauptstraße abgehenden Stichstraße Am Kerlesbach tritt der Bach verdolt in die Ortsbebauung Jagstzell ein, folgt kurz nacheinander dem Triebweg und der Rosenberger Straße und quert dann an der Unterführung der B 290 die Bahnstrecke Goldshöfe–Crailsheim. Jenseits läuft er zuletzt wieder offen und nun südostwärts, wechselt auf die andere Seite der Bundesstraße und fließt dann auf etwa 414 m von links und unterhalb der Bundesstraßenbrücke von links in die obere Jagst ein.
Der Kerlesbach mündet nach 3,0 km langem Lauf mit mittlerem Sohlgefälle von etwa 20 ‰ rund 60 Höhenmeter unterhalb seines Waldursprungs im Ödholz.

### Einzugsgebiet
Das Einzugsgebiet des Kerlesbachs ist 2,7 km² groß, es gehört naturräumlich zu den Ellwanger Bergen, einem Teilraum der Schwäbisch-Fränkischen Waldberge. Der mit wenig über 500 m höchste Punkt liegt an der Westspitze im Waldgewann Gereut.
Über die Hälfte des Einzugsgebietes im Westen ist bewaldet, im östlich anschließenden Offenland liegen Äcker fast nur auf den Randhöhen, weshalb die Wiesen und Weiden in der Flur etwas dominieren. Siedlungsplätze darin sind zwei namenlose isolierte Anwesen an der Straße Unterer Weiler, die früher Weiler genannte Bergsiedlung des Dorfes Jagstzell links über dem Unterlauf, der durch ein neueres Siedlungsgebiet stark angewachsene Wohnplatz Knausberg rechts darüber sowie die alte Jagsttalsiedlung des Dorfes nahe der Mündung. Alle gehören wie auch fast das gesamte Einzugsgebiet zur Gemeinde Jagstzell; allein ein winziger waldbestandener Randzwickel ganz im Westen liegt im Gebiet der Nachbargemeinde Rosenberg.
Reihum grenzen die Einzugsgebiete der folgenden Nachbargewässer an:
- Jenseits der höchsten, südwestlichen Wasserscheide fließt der linke Oberlauf Glasbach der Orrot, die oberhalb des Kerlesbachs in die Jagst mündet;
- im Süden fließt der Helmlesbach zur Jagst am Südrand von Jagstzell;
- im Nordosten fließt der kurze Moorklingenbach jenseits des Jagstzeller Dorfteils Weiler nunmehr abwärts des Kerlesbachs zur Jagst und
- im übrigen Norden liegt das Einzugsgebiet des größeren Sulzbachs, der noch weiter abwärts von links die Jagst erreicht.

### Zuflüsse und Seen
Hierarchische Liste der Zuflüsse und  Seen, jeweils von der Quelle zur Mündung. Gewässerlänge, Seefläche, Einzugsgebiet und Höhe nach den entsprechenden Layern auf der Onlinekarte der LUBW. Andere Quellen für die Angaben sind vermerkt.
Ursprung des Kerlesbachs auf etwa 474 m ü. NHN im Waldgewann Ödholz. Der Bach fließt durchwegs etwa ostwärts.
- (Waldgraben im Ödholz), von links und Nordwesten auf etwa 471 m ü. NHN, etwas über 0,2 km[LUBW 7] und unter 0,1 km². Entsteht auf etwa 477 m ü. NHN. Unbeständig.
Der Kerlesbach selbst ist bis zu diesem Zufluss nur etwas unter 0,2 km[LUBW 7] lang, hat aber mit etwa 0,3 km². ein deutlich größeres Teileinzugsgebiet.
- Furchlochbach, von links und Westnordwesten auf 446,3 m ü. NHN[LUBW 8] am Gewabnn Brückle kurz nach der Bachquerung der Straße Unterer Weiler mit dem außerörtlichen Haus Nr. 26, 1,7 km und ca. 0,9 km². Entsteht auf etwa 477 m ü. NHN im Waldgewann Hofholz.
Der Kerlesbach selbst ist bis zu diesem Zufluss mit 1,6 km[LUBW 7] nur unwesentlich kürzer, hat aber mit etwa 1,2 km². ein etwas größeres Teileinzugsgebiet.
  -  Durchfließt auf etwa 449 m ü. NHN einen Teich kurz vor der Mündung an der Straße Unterer Weiler, über 0,1 ha.

Mündung des Kerlesbachs von links und zuallerletzt Nordwesten auf 414,4 m ü. NHN in die obere Jagst in der Ortsmitte von Jagstzell abwärts der Flussbrücke der B 290. Der Kerlesbach ist 3,0 km lang und hat ein 2,7 km² großes Einzugsgebiet.

## Geologie
Im Einzugsgebiet des Kerlesbachs steht überwiegend der Kieselsandstein (Hassberge-Formation) an. Nur entlang der höchsten südwestlichen Wasserscheide liegen darüber Obere Bunte Mergel (Mainhardt-Formation) und am Südwesteck nahe der K 3321 von Rosenberg her sogar eine kleine Insel des in der Ablagerungsfolge noch höheren Stubensandsteins (Löwenstein-Formation). In seiner Unterlaufmulde hat sich der Bach dann bis in die Unteren Bunten Mergeln (Steigerwald-Formation) eingegraben, in deren Keuper-Schichthöhe er auch im überlagerndem holozänen Auenlehm der Jagsttalaue mündet. Links und rechts des Mittellaufes liegen um die beiden Wasserscheiden Inseln aus Goldshöfer Sanden, altpleistozänen Flussablagerungen der damals noch in Gegenrichtung nordwärts laufenden Jagst.

### LUBW
Amtliche Online-Gewässerkarte mit passendem Ausschnitt und den hier benutzten Layern: Lauf und Einzugsgebiet des Kerlesbachs

Allgemeiner Einstieg ohne Voreinstellungen und Layer: Daten- und Kartendienst der Landesanstalt für Umwelt Baden-Württemberg (LUBW) (Hinweise)
1. 1 2 3 4  Höhe nach dem Höhenlinienbild auf dem Hintergrundlayer Topographische Karte.
2. 1 2  Länge nach dem Layer Gewässernetz (AWGN).
3. 1 2  Einzugsgebiet nach dem Layer Basiseinzugsgebiet (AWGN).
4. ↑  Natur teilweise nach dem Layer Geschützte Biotope.
5. ↑  Seefläche nach dem Layer Stehende Gewässer.
6. ↑  Einzugsgebiet abgemessen auf dem Hintergrundlayer Topographische Karte.
7. 1 2 3  Länge abgemessen auf dem Hintergrundlayer Topographische Karte.
8. 1 2  Höhe nach grauer Beschriftung auf dem Hintergrundlayer Topographische Karte.

### Andere Belege
1. ↑  Abfluss-BW - Daten und Karten
2. ↑  Wolf-Dieter Sick: Geographische Landesaufnahme: Die naturräumlichen Einheiten auf Blatt 162 Rothenburg o. d. Tauber. Bundesanstalt für Landeskunde, Bad Godesberg 1962. → Online-Karte (PDF; 4,7 MB)
3. ↑  Geologie nach den Layern zu Geologische Karte 1:50.000 auf: Mapserver des Landesamtes für Geologie, Rohstoffe und Bergbau (LGRB) (Hinweise)